# The Red Shoes (film 2005)
The Red Shoes (분홍신?, BunghongshinLR) è un film horror coreano del 2005 diretto da Kim Yong-gyun. Il film è ispirato alla fiaba di Hans Christian Andersen Le scarpette rosse, in cui una figliastra non riesce a smettere di ballare nelle sue scarpe rosse incantate.

## Trama
Una donna, Sun-Jae, scopre il marito che la tradisce e, sconvolta, decide di fuggire a Seoul insieme a sua figlia, Tae-Su, una bambina appassionata di danza. Un giorno sulla metropolitana, la donna scopre un paio di scarpette rosse lasciate incustodite. Sentendosi fortemente attratta da quelle scarpette, Sun-Jae decide di raccoglierle, senza sapere della loro maledizione. La sua mente, infatti, viene dominata da disturbanti visioni e le persone a lei vicino subiscono morti orribili. Per salvare se stessa e sua figlia, Sun-Jae, deve scoprire il tragico passato che si cela in quelle scarpe.

## Distribuzione
In Corea del Sud la pellicola è stata distribuita dal 30 giugno 2005 dalla CJ Entertainment, mentre in Italia a partire dal 20 gennaio 2006 da Medusa Film.

### Edizione italiana
Il doppiaggio italiano del film è stato diretto da Teo Bellia su dialoghi di Vittorio Amandola, presso lo stabilimento Dubbing Brothers International di Roma. 

## Accoglienza
A livello globale, il film ha incassato una cifra equivalente a circa 7,7 milioni di dollari.

## Riconoscimenti
- 2006 - Grand Bell Awards
  - Nomination Miglior attrice a Kim Hye-soo